# Laidleria
Laidleria – wymarły rodzaj opancerzonego temnospondyla pochodzącego z wczesnego triasu z Południowej Afryki.